# 隔離分布
隔離分布（かくりぶんぷ、英: disjunct distribution）、あるいは不連続分布（ふれんぞくぶんぷ、英: discontinuous distribution）は、あるものの分布が大きく離れた地域にわたっていることを指す。通常は生物に関して使われるので、ここでは生物の隔離分布について述べる。

## 概説
生物の分布は、一般には物理化学的環境要因と、生物学的要因、それに歴史的な要因によって決まる。つまり、温度や雨量などへの適性、えさや敵などとの関係、人間社会における歴史的な背景が大きく関係している。
どのような生物の種であっても、ある時点、ある場所で先祖から生まれ、時間とともにその生息範囲を広げて行ったと考えるべきである。その時の移住可能な場所は、到達が可能で、かつ生存が可能な場所であった。とすれば、よほど一度の移動範囲が広くて生息地のえり好みがあるものでなければ、その分布は連続的に広がって行く。つまり生物の分布は、普通はある程度連続した、近隣の地域にまたがるものであるはずである。さもなければ、同一の気候帯に広く存在する、という形になる。
しかし、実際には間に非生息地をはさんで、飛び離れた生息分布域をもつものが少なくない。極端な場合には大陸をはさんで飛び離れた分布をもつものさえある。そのようなはっきりと飛び離れた分布のことを隔離分布という。この場合、対象になるのは種のみではなく、より高次分類群について考える場合が多い。むしろ種分化は隔離によって進行すると考えられるから、同種でない場合も多い。

## 隔離の要因

### 特定の生育環境を要求するもの
先に述べた、移動能力が高く、生息地のえり好みが激しい場合である。パイオニア的草本などは、撹乱された土地があると唐突に現れるが、これは、それ以前から広く種子が散布されていたもので、むしろ潜在的に広く分布していたという見方ができる。
また、深海の熱水噴出孔に見られる生物群の場合、深海底に点在する熱水噴出口のごく周辺だけに高密度の集団を形成している。そのよりどころとなる熱水鉱床には寿命がありいずれ涸れること、次の噴出口がどこにできるか分からないことなどから、なんらかの長距離分散の方法を持っているものと考えられている。なお、これに類した生物群集がやはり深海底のクジラの死体周辺に見られる（鯨骨生物群集）が、これもその性格上、非常にかけ離れた場所に点在的に出現する。

### 広い分布域の一部が残ったもの
非常に古い性質の生物、いわゆる生きている化石と呼ばれる生物には、隔離分布をするものがよく見られる。例えば肺魚はアフリカ、南アメリカ、オーストラリアに一属ずつが生息する。同じく古代魚のアロワナは、アマゾンと東南アジア、それにオーストラリアにある。オオサンショウウオは日本と中国、それに北アメリカにある。ちなみに化石はヨーロッパからも知られている。
このような生物は、最盛期には広い分布域をもっていたが、その後に新しく進化した生物に押されるなどの原因で減少し、元の生息域のあちこちに生き延びた結果、飛び離れた分布域になったと考えられる。特に大陸周辺の孤島などにそのような例が多いとも言われ、琉球諸島のイボイモリなどが例として挙げられる。
上記の動物の場合はいずれも淡水性であり陸続きだった時代の名残とも言えるが、大陸をまたいで分布している場合は、大陸移動以前の互いに繋がった大陸上に広い分布域を持っていて、それが後に分裂移動したためと考えられる。同様に、南半球の大陸に広く分布するものにダチョウ類やヤマモガシ科などがあり、これらはゴンドワナ大陸起原のものと見られる。これらをゴンドワナ要素とも呼ぶ。
これに対して、大型哺乳類の場合、大陸移動後に陸づたいに移動したので、オーストラリア大陸への移動が行われていないのが特徴である。ゾウがアフリカとインドに、ラクダがアフリカ北部、中央アジア、南アメリカに分布することなどがその例である。

### 大陸移動によるもの
大陸移動そのものが隔離分布の原因になったと考えられる例もある。大陸移動説そのものの根拠のひとつが生物の分布であったのは有名な話である。つまり、ヨーロッパと北アメリカなど、大西洋を隔てて近縁種が存在する例が多々あり、それを説明するためにかつて両岸をつなげる陸橋があったとするのが当時の説であった。これに対して、その他の証拠を含めて、むしろかつては大西洋は存在せず、両大陸がつながっていたと考えるべきだ、というのがアルフレッド・ウェゲナーの主張であった。彼はその著書『大陸と海洋の起源』で北アメリカとヨーロッパに共通するものとして、ミミズやカタツムリを、またヨーロッパとニューファンドランドに共通するヒースなどを例に挙げている。上記の肺魚やダチョウ類などのゴンドワナ要素などもその説の例のひとつとなる。
また、南アフリカとオーストラリアの西南部域、それに南アメリカ南端部は、いずれもその大陸のそれ以外とはかなり異なった植物相を持つことが知られており、植物区系地理学ではまとめてケープ区と呼ばれる。これらは大陸移動前には南極大陸を介して近接した地域にあったとされる。

### 気候の変動による生育地の変化
地球は不定期的ながら周期的に温暖化と寒冷化を繰り返してきた。その結果、それぞれの種の分布域は、北半球では氷期には南下し、間氷期には北上したと考えられる。このような移動の結果、分布が分断されたり、切り離されたりした場合にも、隔離分布が成立する。

#### 氷河遺存種
よく知られた例が、日本の高山植物である。例えばチョウノスケソウは、日本では本州中部と北海道の高山にあるが、国外の朝鮮北部からカムチャッカにも分布し、種としては北半球の寒帯域に分布する。このように、本州中部山岳地帯の高山植物には、近縁種が北半球の寒帯域に存在する例が多い。動物ではあるがライチョウも同様である。
これらは、日本がより寒冷な気候であったころには、北から続く連続した分布域があり、これらの高山の位置はそれに含まれていたと考えられる。ところが、気候が温暖化し始めると同時に分布域は北上を始め、山の低いところに生育していたものは標高の高いところへと生育場所を移動し、やがて山頂域に孤立するようになったものと考えられる。このように、氷河期の分布域に孤立して残ったと考えられるものを氷河遺存種という。

#### 北アメリカと東アジア
北アメリカ東部と東アジアに分布するという型のものも数多い（先述のオオサンショウウオやアリゲーター、ナツツバキ属など）。これらは、温暖であった新生代第三紀に北極周辺に生息していたものが、第四紀の寒冷化に伴い分布を南下させたときに、造山運動によって形成されていた山脈が他の地域では東西方向（ヒマラヤ山脈やアルプス山脈）に配列していたために移動を阻まれて絶滅したのに対し、東アジアと北米大陸では南北に配列していたために生息可能な地域にまで南下することができて生き延び、その結果互いに孤立したものと見られる。そのため、このような例を第三紀周極要素の残存分布様式ということもある。

#### 古赤道分布
東南アジア、南オセアニア、中米と南米北部という形の隔離分布で、白亜紀ないし新生代初期に赤道周辺にあって、現在も熱帯域に近い場であり、当時の赤道周辺に生育した植物が、同じ場所で生き延びた結果であると説明する。例としてはドクウツギが挙げられる。なお、前川は先述の北アメリカ東部と東アジアの隔離分布も古赤道分布であり、単に南半球での分布が失われたものと見なしていたが、現在では認められることは少ない。

#### 特殊な種が見られる環境
先述の氷河遺存種が見られる場としては、高山のほかに、風穴や鍾乳洞などが知られる。また、湿原や石灰岩地帯、蛇紋岩地帯なども、氷河遺存種など、特殊な隔離分布をする植物が多く知られる。これらの地域は、特殊な土質であること、それとともに、そのために多くの植物にとって条件がよくないため、他種との競争には弱いものの、悪条件に対して生理的に耐性の高い植物も生き延びられたのではないかといわれる。

### 海水面の変動にかかわるもの
気候の変動に連動して、海水面が上下に変化したことも知られる。海面が低下すれば浅い海峡は陸続きになり、海進の際には切り離される。この現象により、陸上生物の分布に大きな影響を与えることが知られる。
国内の例としては、ハブが挙げられる。琉球列島のハブは、奄美大島、徳之島にいるが、沖永良部島、与論島におらず、沖縄島におり、宮古島にいないという飛び飛びの分布域を持つことが知られている。これは、最後に海水面が上昇した際に、隆起サンゴ礁からなる低い島が水没したため、ハブが絶滅し、その後は侵入することがなかったためと考えられている。

### 人為的原因
ヒトは古くから広範囲に移動し、その際には意図的（家畜動物など）であれ無意識（衣服や持ち物に紛れた虫など）であれ、多くの生物を伴う場合があった。それによる分布は、上記のような自然な分布とは区別して考るべきではあるが、それによって分布を広げた生物（移入種という）も多く、あるいはそれによって絶滅させられた生物もまた多い。このように、人間の活動も生物の分布に大きく影響している。
人為的に分布を広げた生物は、広範囲の分布域をもつのが普通であるが、なかにはクロガケジグモのように、オーストラリアと日本、と言った飛び離れた分布になっているものもある。一般に移入種が侵入した当初はごく点在した分布域しか持たないため、隔離分布になる。その後は消滅するか、分布を拡大するかが普通であるが、たとえばシラコバトのようにいつまでも限られた分布域だけで生存を続ける場合もあり、この場合も隔離分布となる。
このように、その地域にあり得ないような生物が発見された場合には、初期段階で並行的に人為的原因を疑うことも必要になる。例えば日本国内では尖閣列島のみに分布するチュウゴクシュウダの採集記録には沖縄本島首里、というものがあるが、これはかつてここにあった生物系研究室を擁した学術機関に原因があるのではと考えられる。また、キノコを栽培するタイワンシロアリは本来八重山諸島が北限であるのに、やはり首里に隔離分布する。これはタイワンシロアリの巣で栽培されるシロアリタケを琉球王家の宮廷料理の食材として供するために、タイワンシロアリのコロニーを王宮周辺に移植した歴史があるためと推定されている。